# Mussina-Gletscher
Der Mussina-Gletscher (bulgarisch ледник Мусина lednik Mussina) ist ein 7 km langer und 3,5 km breiter Gletscher an der Oskar-II.-Küste des Grahamlands auf der Antarktischen Halbinsel. Von den zwei Hauptgraten des Rugate Ridge fließt er in östlicher Richtung und mündet ins Vaughan Inlet.
Die bulgarische Kommission für Antarktische Geographische Namen benannte ihn 2012 nach der Ortschaft Mussina im Norden Bulgariens.